# ولادیمیر باگدانوف
ولادیمیر لئونیدوویچ باگدانوف (به روسی: Владимир Леонидович Богданов) (زاده ۲۸ مه ۱۹۵۱) کارآفرین، تاجر نفت و مدیر ارشد اجرایی روسی است، که در حال حاضر به‌عنوان مدیر عامل اجرایی شرکت سورگوت‌نفته‌گس (پنجمین شرکت نفتی روسیه) فعالیت می‌نماید.